# HD 29104
HD 29104，又名BD+19 742，SAO 94022、HR 1455，是一颗恒星，视星等为6.36，位于銀經178.14，銀緯-18.19，其B1900.0坐标为赤經4h 29m 50.7s，赤緯+19° -18.19′ 31″。